# Ardisia furfuracea
Ardisia furfuracea là một loài thực vật có hoa trong họ Anh thảo. Loài này được Standl. mô tả khoa học đầu tiên năm 1927.